# Fondspicking
Fondspicking (auch Fondsauswahl) ist der Prozess der individuellen Auswahl von Investmentfonds, die nach persönlicher Einschätzung eine bessere Rendite als der Markt erwarten lassen.

## Kritik des Begriffs
Der Begriff stellt ein frenglisches Kunstwort deutscher Herkunft dar (Fonds = Französisch, picking = Englisch). Es hat mittlerweile im deutschen Sprachschatz Eingang gefunden. Im englischen Sprachraum wird es als "fund picking" bezeichnet.

## Hintergrund
In Deutschland sind über 6000 Investmentfonds zum Vertrieb zugelassen. Die Auswahl geeigneter Fonds ist daher auch ein Mengenproblem. Aktiv gemanagte Aktienfonds erzielen in 2/3 der Vergleichsfälle eine schlechtere Rendite als der jeweils relevante Markt. Während aus diesem Grund ein kleiner Teil der Anleger auf Indexfonds setzt, deren Rendite eng am jeweiligen Marktsegment hängt, hofft die Mehrheit der Anleger, durch eine geschickte Auswahl derjenigen Fonds, die den Markt schlagen, eine Überrendite zu erwirtschaften. Inwieweit dies zumindest theoretisch möglich ist, ist in der Wissenschaft umstritten. Die Random-Walk-Theorie zumindest geht von der prinzipiellen Unmöglichkeit aus, die künftige Wertentwicklung zu prognostizieren. Unstrittig ist, dass die Wertentwicklung eines Fonds in der Vergangenheit kein Indikator für eine künftige Wertentwicklung ist.

## Allgemeines
Fondspicking ist ein strukturiertes Auswahlverfahren im Rahmen des Portfoliomanagements. Es beschreibt einen umfangreichen Suchprozess zur Auffindung des aussichtsreichsten Investmentfonds zum gegebenen Zeitpunkt. Ziel ist eine – gemäß der Portfolio-Theorie – effiziente Aufteilung des gesamten Anlagevermögens auf einzelne Anlageklassen zu erreichen und darüber hinaus innerhalb der einzelnen Anlageklassen diejenigen Fonds auszuwählen, die innerhalb ihres Segmentes die beste Rendite erwirtschaften.
Fondspicking versteht sich als eine individuelle, d. h. auf die Ziele und die Risikofreude des Anlegers bezogene Auswahl.
Zur Auswahl der Fonds kann man verschiedene Lösungswege beschreiten. Man kann das Auswahlverfahren entweder mit Rang- (quantitativ) oder Ratinglisten (qualitativ) vorantreiben. Die letztendlichen Anlageentscheidungen werden durch Einzelpersonen oder durch eine Mannschaft getroffen. 

## Details
Fondspicking hat zum Ziel, die Rendite des Gesamtportfolios an gekauften Fonds bei dem (durch die Risikoneigung des Anlegers) gegebenen maximalen Risiko (Volatilität) des Investors gemäß der Portfoliotheorie zu optimieren und das unvermeidliche Risiko zu streuen. Das geschieht idealerweise durch Analyse im Vorfeld, möglichst breit über viele Nationen, multinationalen Regionen, Anlagestilen, Marktkapitalisierungen und Branchen unterteilt nach Geld- und Sachwert. Hierbei müssen Fonds verschiedener Investmentgesellschaften verglichen werden, da es keine Investmentgesellschaft gibt, die in allen Anlagekategorien  führend ist.
Zuerst werden die verschiedenen Anlagekategorien definiert. Eine solche Anlagekategorie definiert sich dadurch, dass ihre Wertentwicklung statistisch möglichst unabhängig von der Wertentwicklung anderer Kategorien ist. In einem weiteren Schritt werden die mutmaßlich besten Fonds pro Kategorie bestimmt. Fondspicker haben das Ziel, den jeweils besten Fonds pro Anlagekategorie zu bestimmen.
Die Aufgabe ist es, das Gesamtdepot durch richtiges Einstellen mittels Einzelfonds möglichst unempfindlich gegen den Vergleichsindex zu machen, um Wertverluste des Gesamtdepots zu unterbinden. Zu dem Zweck werden die Volatilität sowie die Korrelation beachtet. Dabei werden neben dem Studium von Ranglisten auch makroökonomische Berichte sowie Fondsmonatsberichte herangezogen. Im Mittelpunkt stehen dabei die historischen Kennzahlen der Fonds.
Die historische Wertentwicklung wird im Entscheidungsprozess erst ganz zuletzt berücksichtigt. Es besteht kein statistischer Zusammenhang zwischen der Wertentwicklung der Vergangenheit und derjenigen der Zukunft.
Wesentlich ist ein klares Risikomanagement. Im Vordergrund stehen dabei nicht in erster Linie die möglichen zukünftigen Gewinne, sondern das Erkennen und Beherrschen des Risikos, z. B. die Vermeidung des Klumpenrisikos. Darüber hinaus begegnet man der Geldgier und Fehlern dadurch, dass man die minimale und maximale Anzahl der Einzelinvestments festlegt und diese mit einer max. prozentualen Gewichtung am Gesamtvolumen ausstattet.

## Metaebene
Richtiges Fondspicking ist arbeits- und zeitintensiv. Im Gegensatz dazu sind kurzfristige Fondsauswahlverfahren zwar generell machbar aber nur mit einem hohen Grad an Fachkenntnissen, bei gleichzeitig langer Anlageerfahrung. Ferner soll das Fondspicking dem Investor auch möglichst unabhängig von einer einzigen Kapitalanlagegesellschaft zu machen. Fondspicking bedeutet auch, die Anlageentscheidung dauerhaft nachvollziehbar zu machen, indem man die gefundenen und erzeugten Nachrichten dokumentiert/archiviert. Im Gegenzug soll sich ein richtig durchgeführtes Fondspicking mit einem höheren Gewinn bemerkbar machen. Von daher kann man Fondspicking auch mit der Verwaltung eines Dachfonds gleichsetzen.